# Criophthona haliaphra
Criophthona haliaphra là một loài bướm đêm trong họ Crambidae.